# Jan Mejdr
Jan Mejdr, né le 11 mai 1995 à Prague en Tchéquie, est un footballeur tchèque qui évolue au poste d'arrière droit au Sparta Prague.

## Biographie

### Débuts professionnels
Né à Prague en Tchéquie, Jan Mejdr est formé par l'un des clubs les plus importants du pays, le Sparta Prague. Il commence toutefois sa carrière au Dukla Prague, où il est prêté en février 2015. Il joue son premier match le 20 octobre 2015, lors d'une rencontre de coupe de Tchéquie face au FK Ústí nad Labem. Il entre en jeu en fin de match à la place de Marek Hanousek (en) lors de cette rencontre remportée par son équipe (0-3 score final).
En janvier 2016, Jan Mejdr rejoint le FK Baník Sokolov, club qui joue alors en deuxième division tchèque. Il joue son premier match pour le club le 26 mars 2016, en entrant en jeu en fin de match contre le FC Slavoj Vyšehrad (en), en championnat (0-0 score final). 

### FC Hradec Králové
Le 31 janvier 2020, lors du mercato hivernal, Jan Mejdr s'engage en faveur du FC Hradec Králové, club évoluant également en deuxième division. Il signe un contrat courant jusqu'en juin 2022,.
Il joue son premier match sous ses nouvelles couleurs le 26 mai 2020, lors d'une rencontre de championnat face au FK Varnsdorf. Titulaire, il se fait remarquer en inscrivant aussi son premier but, et permet à son équipe de l'emporter (1-2 score final).
Mejdr participe à la montée du club en première division, le FC Hradec Králové étant sacré champion de deuxième division à l'issue de la saison 2020-2021, et retrouvant l'élite du football tchèque quatre ans après l'avoir quittée.

### Sparta Prague
Lors de l'été 2022, Jan Mejdr rejoint le Sparta Prague. Le transfert est annoncé dès le 30 mai 2022, et dans le même temps Adam Gabriel, qui évolue au même poste, fait le chemin inverse.
Mejdr fait sa première apparition sous les couleurs du Sparta Prague le 21 juillet 2022, à l'occasion d'une rencontre qualificative pour la Ligue Europa Conférence 2022-2023 face au Viking FK. Il est titularisé et les deux équipes se neutralisent (0-0 score final). Il est sacré champion de Tchéquie avec le Sparta Prague, le club remportant le 37e titre de son histoire lors de cette saison 2022-23,.

## Palmarès
Sparta Prague
- Championnat de Tchéquie (1) :
  - Champion : 2022-23.